# BIS Records
La BIS Records è una etichetta discografica svedese specializzata nella produzione di dischi di musica classica. La sede è situata nella città di Åkersberga, in Svezia.

## Storia
Fondata nel 1973 da Robert von Bahr, la BIS si è focalizzata sulla produzione di dischi di musica classica, sia contemporanea che antica, con una particolare attenzione alle opere che non sono ancora presenti nel panorama discografico contemporaneo.
Nel catalogo è presente il ciclo completo delle opere di Jean Sibelius. Ampio spazio è dato ad altri compositori nordici quali Kalevi Aho, Christian Lindberg, Jón Leifs, Geirr Tveitt, James MacMillan e Alfred Schnittke.
Tra gli altri progetti portati avanti della BIS troviamo la serie delle Cantate di Johann Sebastian Bach eseguite dal Bach Collegium Japan sotto la direzione di Masaaki Suzuki e l'integrale della musica pianistica di Edvard Grieg eseguita dalla pianista Eva Knardahl.
Nell'ambito della musica antica è da segnalare l'integrale dell'opera per liuto di John Dowland eseguita dal liutista Jakob Lindberg.
Più recentemente BIS ha completato l'intero ciclo delle sinfonie di Ludwig van Beethoven con il direttore d'orchestra finlandese Osmo Vänskä e la Minnesota Orchestra. La registrazione è stata effettuata con la tecnologia 5.0 Surround Sound ed è disponibile su Super Audio CD.